# ヴァイオリン協奏曲 (リヒャルト・シュトラウス)
ヴァイオリン協奏曲ニ短調 作品8は、リヒャルト・シュトラウスが1881年から1882年にかけて作曲したヴァイオリン協奏曲。演奏時間は約30分。

## 概要
シュトラウス唯一のヴァイオリン協奏曲であると共に、彼が初めて手がけた協奏曲。ブラームスなどの影響が感じられる初期を代表する古典的な構成の大作であるものの、現在演奏の機会は少ない。ヴァイオリンの師であるベンノ・ヴァルターに献呈された。
シュトラウスは少年時代よりヴァルターに師事していたことからヴァイオリンの演奏技巧に精通しており、この曲の後にはヴァイオリンソナタ作品18を完成させている。

## 編成
独奏ヴァイオリン、フルート2、オーボエ2、クラリネット2、ファゴット2、ホルン4、トランペット2、ティンパニ、弦五部

## 構成
- 第1楽章　Allegro　ニ短調　4分の4拍子　協奏ソナタ形式
- 第2楽章　Lento ma non troppo　ト短調　8分の3拍子　三部形式
- 第3楽章　Rondo: Presto　ニ長調　4分の2拍子　ロンド形式